# Majesty
Majesty (mellan 2008 och 2011 även känt som Metal Force) är ett tyskt power metal-band som grundades år 1998. Bandet är kraftigt influerat av Manowar i både musik- och textväg, och på bandets andra album, Sword & Sorcery, spelar den forne Manowar-medlemmen Ross "The Boss" Friedman gitarr.
Ska ej förväxlas med det progressiva metalbandet Dream Theater, som tidigare hette just Majesty. Det är inte heller detta band som hotade att stämma Dream Theater på grund av copyright-brott.
Bandet har skivkontrakt med Manowars basist Joey DeMaios eget skivbolag, Magic Circle Music.

## Medlemmar
Nuvarande medlemmar
- Tarek "Metal Son" Maghary - gitarr (1997–2003), sång, keyboard (1997–2008, 2011– )
- Jan Raddatz – trummor (2007–2008, 2011– )
- Robin Hadamovsky – gitarr (2013– )
- Emanuel Knorr – gitarr (?– )
- Arthur Gauglitz – basgitarr (2018–)

Tidigare medlemmar
- Alex Voß – basgitarr (?–2018)
- Ingo Zadravc – trummor (1997–2000)
- Udo Keppner – gitarr (1997–2004)
- Markus Pruszydlo – keyboard (1997–1999)
- Martin Hehn – basgitarr (1998–2004)
- Andreas Moll – keyboard (1999–2008)
- Michael Gräter – trummor (2000–2008)
- Rolf Munkes – sologitarr (2003–2006)
- Marcus Bielenberg – basgitarr (2004–2008)
- Björn Daigger – rytmgitarr (2004–2012)
- Christian Münzner – gitarr (2006–2008)
- Alex Palma – basgitarr (2011–2013)
- Tristan Visser – gitarr (2011–?)
- Carsten Kettering – basgitarr (2013–2014)

Turnerande medlemmar
- Chris Heun – basgitarr (2004)
- Andreas Siegl – basgitarr (2013)
- Robin Hadamovsky – gitarr (2013)

## Diskografi
Demo
- 1998 – First Demo
- 1999 – Metal Monarchs

Studioalbum
- 2000 – Keep It True
- 2002 – Sword & Sorcery
- 2003 – Reign In Glory
- 2006 – Hellforces
- 2013 – Thunder Rider
- 2013 – Banners High
- 2015 – Generation Steel
- 2017 – Rebels
- 2019 – Legends

Livealbum
- 2004 – Metal Law

EP
- 2006 – Sons of a New Millennium

Singlar
- 2001 – "Keep It True"

Samlingsalbum
- 2011 – Own the Crown (dubbel-CD)

Studioalbum som Metal Force
- 2009 – Metalforce

Samlingsalbum med andra artister
- 2001 - Power From The Underground Vol. 1[1]

Video
- 2012 – Shake the Ground (DVD)